# HQM Sachsenring GmbH

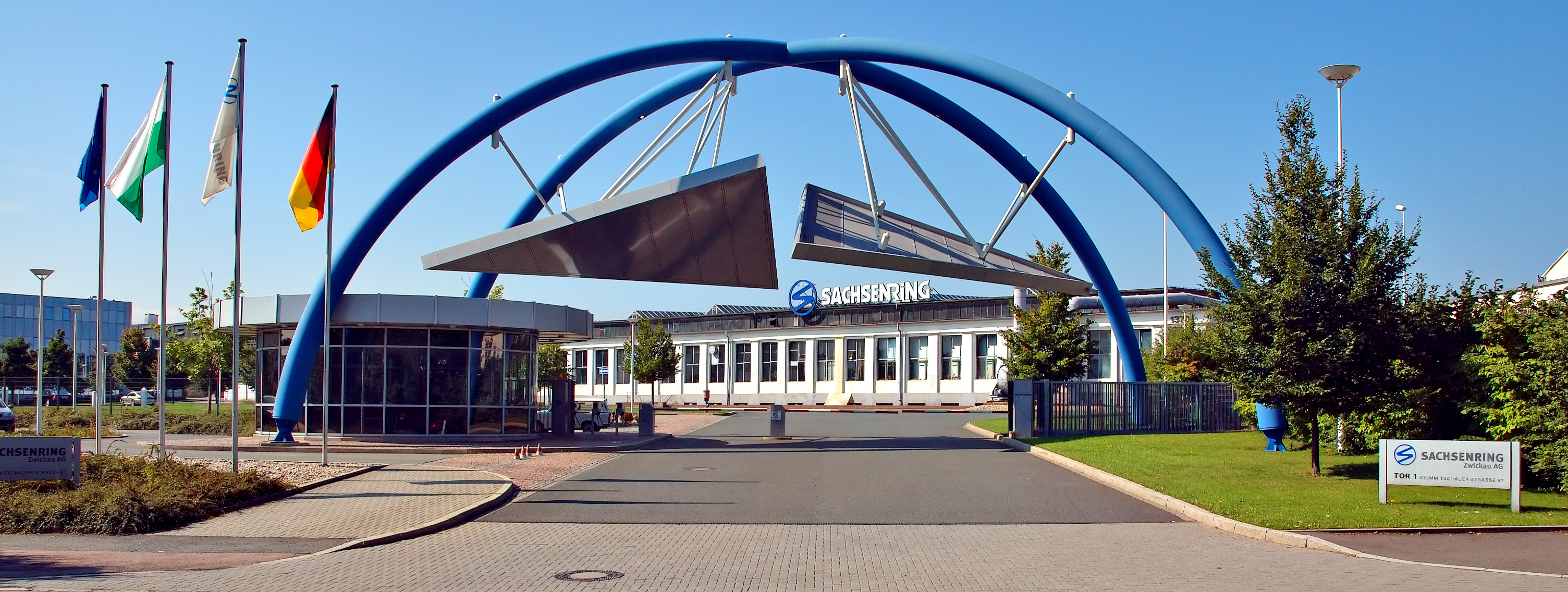
Sachsenring idag.

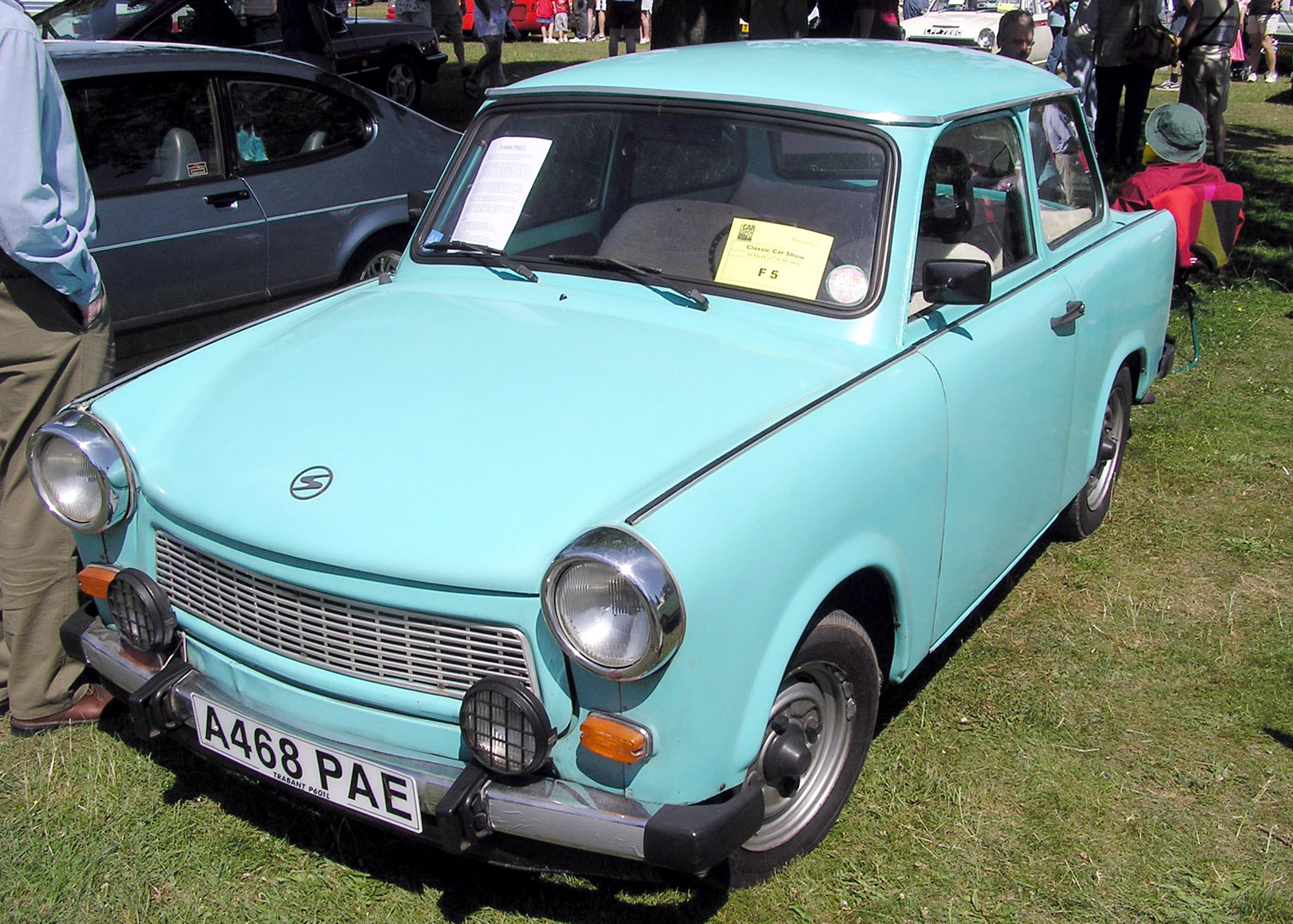
På Trabantens motorhuv återfinns ett S i en ring, som står för Sachsenring.

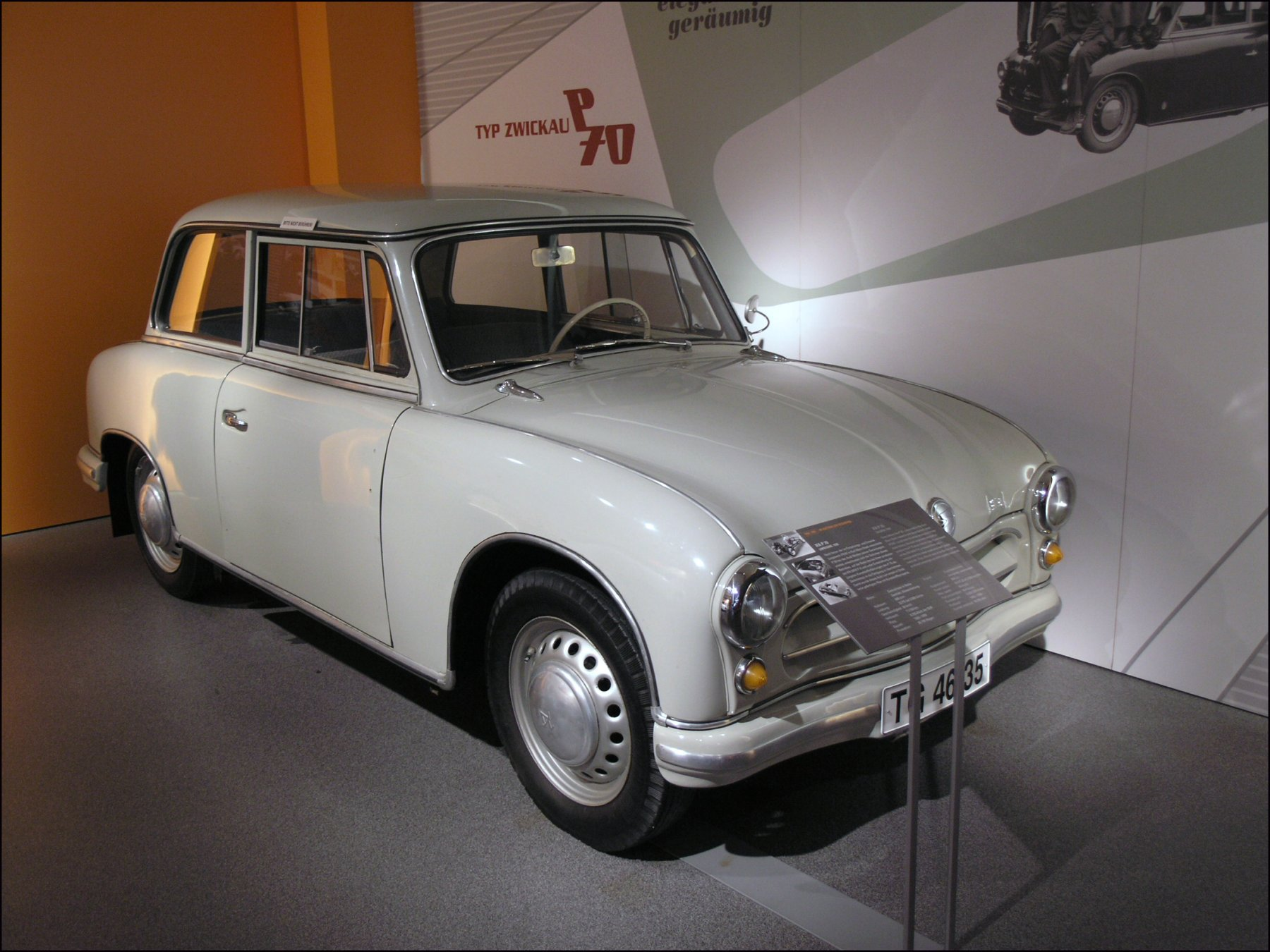
Zwickau P70 Sedan.

HQM Sachsenring GmbH är ett industriföretag i Zwickau, Sachsen, Tyskland. Företaget var under DDR-eran det folkägda företaget VEB Sachsenring, känt som tillverkare av bilen Trabant. Idag ingår företaget i HQM-koncernen och är underleverantör till fordonsindustrin.

## Historia

### Sachsenring i DDR
Företagets historia går tillbaka till VEB Horch Automobilwerk Zwickau, som i sin tur har sin bakgrund i Horchs 1948 förstatligade fabrik i Zwickau i den sovjetiska ockupationszonen. År 1958 skapades VEB Sachsenring Automobilwerke Zwickau genom fusionering av Audis och Horchs gamla tillverkningsenheter i öst. VEB Sachsenring ingick i IFA.
Mellan 1955 och 1959 tillverkades AWZ P70 "Zwickau" sedan, kombi och coupé – småbilar med plastkaross (utom motorhuven) och drivlina från IFA F8.
Mellan 1957 och 1991 tillverkades P50, P60 och P601 "Trabant" i olika versioner. Trabant var den första östtyska storseriebilen och blev ett slags "folkbil" i landet.

### Sachsenring efter 1990
År 1990 skapades Sachsenring Automobilwerke GmbH för att fortsätta produktionen, men företaget lades 1993 ner. Sachsenring Automobiltechnik GmbH blev efterföljaren tillsammans med Sachsenring Fahrzeugtechnik GmbH. År 2006 tog HQM (Härterei und Qualitätsmanagement GmbH) i Leipzig över verksamheten.